# Dhirapur
Dhirapur (en népalais : धिरापुर) est un comité de développement villageois du Népal situé dans le district de Mahottari. Au recensement de 2011, il comptait 9 550 habitants.